# مدرسة الأندلس الدولية
مدرسة الأندلس الدولية هي مدرسة دولية فلبينية في حي الراكة الجنوبي بالمملكة العربية السعودية بالقرب من الخبر وفي منطقة الدمام الحضرية. يتم تدريس الطلاب في المرحلة ما قبل الابتدائية والابتدائية والثانوية. تدار من قبل أفراد سعوديين.

## التاريخ
الدكتور إدواردو ب. مالاغابو قام بتأسيس المدرسة الفلبينية الجماعة في الخبر في ديسمبر 1994 وبدأ العمل فعليا في أبريل 1995. بدأت الدراسة في يونيو 1995 بانتساب 104 طالبا. تأسست المدرسة خلال أزمة المدرسة الدولية الفلبينية في الخبر. تم تغيير اسمها إلى مدرسة آسيا الدولية في عام 1999 كما حصلت على رخصة مؤقتة رقم 40 من وزارة التعليم السعودية. شهدت مدرسة مشاكل حيث أن الترخيص لا يشمل المناهج الدراسية وعدم وجود كفيل سعودي. حاولت الوزارة إغلاق المدرسة عندما لم يكن هناك كفيل ولكن زوجة مدير المدرسة منعت الإغلاق. منحت الوزارة المدرسة ترخيص رقم 133 بعد موافقة بندر آل سعود الكبير وزوجته ميشائيل في كفالة المدرسة.
في العام الدراسي 2003-2004 كانت تعرف باسم مدرسة آسيا الدولية الخبر لأن الترخيص رقم 133 يذكر أن المدرسة تعرف باسم مدرسة الأندلس الدولية وهو الاسم الحالي لأن هناك مدرسة أخرى بنفس الاسم في الرياض لذلك فإن وزارة التجارة السعودية لم تسمح للمدرسة باستخدام اسمها الحالي. بدأت المدرسة باستخدام اسمها الحالي بعد أن صرحت وزارة التربية والتعليم (وزارة التعليم حاليا) السعودية أن رخصة المدرسة لن تجدد إذا المدرسة لم تغير اسمها إلى الحالي. في 15 مارس 2007 منحت وزارة التربية والتعليم الفلبينية تصريح حوكمي رقم 002 لعام 2007 لمدرسة الأندلس الدولية.